# Polgár Tamás (aktivista)
Polgár Tamás (Budapest, 1976. november 3. –) „Tomcat” néven ismertté vált nemzeti radikális (magát nemzeti liberálisként meghatározó) újságíró, aktivista, blogger, szoftverfejlesztő és demoscener. A Freax című könyv szerzője. 2005 és 2010 között politikai indíttatású akcióival hívta fel magára a média figyelmét, melyek révén fokozatosan a magyarországi közélet egyik ismert figurája lett. 2011-ben a Tolvajkergetők civil közrendvédelmi kezdeményezés alapítója és 2015-ig az egyik budapesti csoport vezetője.
Figyelemfelkeltő akciói kapcsán többször került rendőrségi őrizetbe, valamint előzetes letartóztatásba is. Ezek túlnyomó többségében azonban az eljárások megszüntetésére, illetve felmentésére került sor. Számos alkalommal nyert pert a rendőrség különböző szervei ellen jogtalan fogvatartása miatt. 2013 júniusában ötven nap közérdekű munka büntetésre ítélték közösség elleni uszításért. Ezen kívül több alkalommal ítélték pénzbüntetésre garázdaság vétsége miatt, egy alkalommal pedig rágalmazásért megrovásban részesítették. A Fekete Pákóval kapcsolatos büntetőügyében magánlaksértés vétsége és önbíráskodás bűntette miatt jogerősen felfüggesztett börtönbüntetésre ítélték. 2016-tól Kanadában élt, ahol menedékjogot kapott.

## Magánélete
Polgár Tamás Angyalföldön született 1976-ban. Az 1990-es évek közepétől szabadúszó újságíró volt, többek között a Blikk című napilap külsős munkatársaként. Később programozóként és játékfejlesztő 3D grafikusként dolgozott, illetve szabadúszó grafikusként és webdesignerként. Ő írta a Revenge on… kalandjáték-trilógiát, ahol a játékosnak egy groteszk, Magyarországra erősen hasonlító világban először az iskoláján kellett bosszút állnia, majd a rendőrség fogdájából indulva, illetve a hadsereg besorozott újoncaként a felkelő romák ellen kellett harcolnia. 1994-ben a Terror News című újságban kezdett publikálni, ami korának legolvasottabb lemezújságja volt. A FLaG demoscene partik főszervezője volt. 2003 decemberétől 2010-ig internetes pólóboltjából élt.[forrás?] Érdeklődési területe a számítógépes grafika: 2005 nyarán jelent meg Freax címmel angol nyelvű könyve a demoscene-ről. A Madwizards, Amiga számítógépeken dolgozó lengyel demócsapat egyetlen magyar tagja; korábban a Controlled Dreams és a Greenroom csapatok tagja volt. Más érdeklődési területei a hadtörténelem és a haditechnika, illetve a repülés. A Battlestations: Midway számítógépes játék grafikusgárdájának tagja volt. Számos hadtörténeti témájú cikke jelent meg 2005 óta az Aranysas és Regiment című magazinokban, amelynek 2020 novembere óta főmunkatársa.
Droidzóna című könyvében és folyóiratában blogjának azonos című rovatából válogatott, az emberi butaságról szóló elbeszéléseket és városi legendákat jelentetett meg. Az ezredforduló környékén ismerkedett meg a vaisnavizmussal, melynek hatására feladta korábbi ateista világszemléletét és azóta a gaudíja vaisnavizmus („Krisna-tudat”) tanait és előírásait követi.
2009 végéig, a Bombagyár közösségi blog alapítója és egyik szerzője, illetve a bloghoz tartozó Bombagyár Rádió adásainak állandó vendége és a Bombagyár TV filmjeinek készítője volt. A blog 2009 végén megszűnt.
2011-ben alapította meg a kerékpártolvajok elleni fellépésre vállalkozó Tolvajkergetők csoportot, amely GPS jeladós csalikerékpárokkal csalta lépre a tolvajokat. A kezdeményezés rövidesen országossá nőtt, és több száz bűnelkövetőt juttatott rendőrkézre. A kezdeményezés azonban 2015-ben egy büntetőeljárás okán megszűnt.
Sohasem volt tagja semmilyen pártnak vagy más politikai szervezetnek.

## Nézetei
Magát nemzeti liberálisnak tartja, míg a sajtó többnyire a radikális jobboldalhoz sorolta 2008-ig. 2006 ősze előtt ritkán foglalkozott a politikával. Saját bevallása szerint 2002-ben még az MSZP-re szavazott, erről később úgy nyilatkozott, hogy egyike volt azoknak, akiket fiatalon megtévesztettek a baloldali politikusok. Példaképének tekinti Horthy Miklóst. A média egy része szélsőségesnek, cigányellenesnek, rasszistának tartja. Önmagát nem tartja rasszistának. Véleménye szerint a cigánybűnözés mai megítélése kettős mérce. A Zöld Párt jelölte a 2009-es ferencvárosi időközi országgyűlési választáson, azonban nem sikerült összegyűjtenie a tényleges jelöltséghez szükséges ajánlásokat. Bloggerként sűrűn támadta az SZDSZ-t és az MSZP-t azok kormányzása idején, a neoliberalizmust illetve a magyar és nemzetközi baloldalt. 2008 őszén a Jobbikot is politikai lufinak nevezte. Ennek kapcsán személyes konfliktusba is keveredett Novák Előddel, a párt akkori alelnökével.
Polgár az 1956-os októberi események forradalmi mivoltát megkérdőjelezi a harcokban részt vevő csoportok céljainak összehangolatlansága miatt. E tekintetben David Irwing Felkelés című könyvében kifejtett álláspontját osztja, aki szerint 1956 felkelés volt, amelyben nem volt annyi kohézió, hogy forradalomnak lehessen nevezni. 2003-ban blogján kifejtett álláspontja szerint több csoport – mint például a Corvin köz védői – egyszerű lumpen elemekből: fosztogatókból, utcagyerekekből állt, akik csak a balhét keresték. Emiatt számos támadás érte, végül 2008-ban, a Bombagyár Rádió egyik műsorában – amelynek Budaházy György és Toroczkai László voltak a vendégei – tisztázta, hogy nem egységesen értette ezt minden '56-osra, tény azonban, hogy a harcokban számos köztörvényes bűnöző vett részt, és az is kijelenthető, hogy ezek a személyek számos helyszínen kulcsszerepet játszottak – vitathatatlanul ilyen például a Corvin-közi harcok vagy a Dudás-csoport tevékenysége.[forrás?]
2014 végén Polgár egy őt és a Tolvajkergetők csoportot a Hetek című lapban névtelen cikkben fegyverek rejtegetésével és rendőrök korrumpálásával megrágalmazó újságírót, Szlazsánszky Ferencet álnéven találkozóra csalta és kérdőre vonta, a beszélgetést pedig kamerával rögzítette. A találkozóról Szlazsánszky is videót készített és később cikket közölt, amelyekből kiderül, hogy Polgár kijelentette, hogy „Mind a ketten koncentrációs táborba küldenénk a máshogy gondolkodókat. Te is, meg én is.” 

## Politikai szerepvállalásai
Polgár Tamás már a 2006-os országgyűlési választáson is támogatta blogjában a félkomolynak tekinthető Zöld Pártot, majd a 2008 őszén megüresedett ferencvárosi országgyűlési mandátumért jelöltként indult a párt színeiben. A kuruc.info azt állította, Polgár korábban a Jobbik jelöltjeként szeretett volna indulni, a párt azonban elutasította. A valóság ezzel szemben az, hogy Polgár sohasem fordult ilyesmivel a Jobbikhoz.[forrás?] A kuruc.info ezek után, korábbi fenyegetését beváltva, „leleplezésnek” beállított lejárató cikkeket kezdett közölni Polgárról. Válaszként ő közzétette véleményét az addig névtelenségbe burkolózó szerkesztők kilétéről. A szerkesztők között megnevezte a jobbikos Novák Elődöt is.
A választást megelőző jelöltállítás során minden indulónak legalább 750 választópolgár ajánlását kellett megszereznie, amit ők ajánlószelvényük (gyakori elnevezéssel "kopogtatócédula") kitöltésével, aláírásával és átadásával fejezhetnek ki. A Jobbikot a választókerületi választási bizottságban képviselő Novák Előd panaszt tett az Országos Választási Bizottságnál a Zöld Párt, az MDF és a MIÉP ellen, hogy azok az ajánlások egy részét nem a hivatalos ajánlószelvényen adták le. A Választási Bizottság a hozzá leadott ajánlószelvények szakértői vizsgálata alapján megállapította, hogy azok nem mind eredeti nyomdai példányok (a Zöld Párt esetében 1165 ajánlószelvényből 1152 bizonyult érvénytelennek).[forrás?] A döntés komoly jogi vitát eredményezett, ugyanis mindaddig semmilyen jogszabály nem tiltotta az üres kopogtatócédulák sokszorosítását[forrás?], sőt, egyes helyi választásokon eleve fénymásolt ajánlószelvényeket küldtek szét a helyhatóságok. Az ajánlószelvények elégtelensége miatt Polgár Tamás nem tudta megszerezni a jelölést. Ezt később számos médium, elsősorban a kuruc.info valótlanul úgy közölte, hogy kizárták a választásból, de ez nem igaz. A választási bizottság Novák Előd indítványára a választás, a népszavazás és a népi kezdeményezés rendje elleni bűncselekmény alapos gyanúja miatt feljelentést tett.[forrás?] Az eljárást azonban bűncselekmény hiányában megszüntették[forrás?], Polgár Tamást pedig meg sem gyanúsították ezzel a bűncselekménnyel.
A kopogtatócédulák érvénytelenségét kimondó határozatot a Magyarországi Szociális Zöld Párt megfellebbezte, azonban a Fővárosi Bíróság 2008. december 30-ai határozata helybenhagyta azt. Az OVB 2009 eleji állásfoglalásában kijelentette, hogy az akkor hatályos törvényi rendelkezések szerint csak az eredeti kopogtatócédula számít hivatalosnak, valamint „az ajánlószelvényről kitöltetlen állapotban sem lehet másolatot készíteni, illetve a másolt ajánlószelvényen szereplő ajánlás érvénytelen, függetlenül a másolás módjától.”
Novák Előd később számtalan interjúban és más fórumon állította, hogy ő „tetten érte” Polgár Tamást, aki „választási csaló”, ám Polgár pert indított a jobbikos politikus ellen. A pereket Novák kivétel nélkül elveszítette, a bíróság kártérítésre kötelezte és megtiltotta neki a jogsértés további folytatását. Ezt Novák nem vette figyelembe, ezért 2016 végéig két ízben kellett komolyabb összegű kártérítést fizetnie Polgárnak, és egy további per is folyamatban van még. Ugyanakkor Novák is feljelentette Polgárt rágalmazás miatt, amiért ő azt fejtegette a Bombagyár blogon, hogy akár a nagy leleplező akció mögött álló politikus is becsempészhette az érvénytelen szelvényeket, hogy őt lejárassa. Első fokon Polgárt elítélték, a másodfokú bíróság azonban törvényes vád hiánya miatt felmentette, a Kúria pedig harmadfokon is helybenhagyta a döntést. Időközben azonban Novák folyamatos mocskolódását, és főleg a Kuruc.infón névtelenül folytatott rágalomhadjáratot megelégelve Polgár a Fővárosi Törvényszék folyosóján orrba vágta a képviselőt, amiért 700 ezer forint pénzbírsággal sújtották.[forrás?]

## Nagyobb médianyilvánosságot kapott szereplései, akciói

### Politikai és egyéb akciók, szereplései tüntetéseken
A Vér és Becsület megemlékezésén bohócruhában jelent meg, tiltakozva a náci megemlékezés ellen. 2005. március 12-én a Szálasi Ferenc kivégzésének évfordulójára rendezett hungarista megemlékezésen műpéniszt akart ajándékozni Bácsfi Dianának, a Magyar Jövő Csoport vezetőjének. A rendőrség lebeszélte erről. Ugyanezen év június 9-én megrendezett melegfelvonulás megzavarására a Lánchíd egyik pillérére szerelt tojásszóróval egybekötött transzparenssel készült. Az akciója technikai problémák miatt meghiúsult.
A Mortimer-ügy kapcsán a Moszkva téren rendezett tüntetésen „Cigányokat bántani tilos” feliratú táblával, és „I support the worldwide Jewish plot” feliratú pólóban jelent meg. Tomcat szerint az erőszakellenes tüntetés résztvevői késeléssel fenyegették meg, majd rátámadtak. A rendőrség közbelépett.
2005 júniusában megkapta az SZDSZ által alapított Szakállas Bácsi-díj rasszista kategóriájának első díját a Mortimer-üggyel kapcsolatos véleményéért Tomcat viszonzásul „Balfasz” feliratú pólókat ajándékozott a díjátadó Gusztos Péter és Csőzik László politikusoknak.
A Teve utcai ORFK-székház elleni gépkarabélyos támadást követő napon az újságírókkal elvegyülve bejutott az épületbe, ahol Gyurcsány Ferenc interjúja alatt feltette a kérdést, ő mennyiben érzi magát felelősnek. Az esetet követően szigorították az újságírók bejutásának feltételeit a miniszterelnöki eseményekre
2007. április 3-án a Magyar Ellenállók és Antifasiszták Szövetsége által rendezett Szabadság téri megemlékezés során a Magyarok Világszövetsége által ugyanitt bejelentett párhuzamos tüntetésről több társával átkiabálva kommunistáknak és hazaárulóknak nevezte az 1944-45-ös magyarországi szovjet „felszabadítás” mellett szimpátiatüntetést rendező csoportosulókat. Ezért a rendőrség előállította. Tomcat szerint több, az 1956-os forradalomban tömegbe lövető ávós is részt vehetett a rendezvényen. A rendőrségi fogdában Tomcat kijutott a rosszul őrzött cellából, és a fogdanaplóba beírta Gyurcsány Ferencet, majd a lapot kitépte és közzétette blogján.[forrás?]
2007. október 22-én a Magyar Önvédelmi Mozgalom Szabadság téri ’56-os megemlékezésén a Bombagyár rádió nyilvános műsorát vezette. Később, az este folyamán a rendőrség indoklás nélkül, több társával és néhány arra tévedt járókelővel együtt előállította. Tomcat az eset kapcsán ismételten beperelte a rendőrséget, és a BRFK komoly kártérítést volt kénytelen fizetni.
Négy nappal később a Kuruc.info által szervezett Erzsébet hídi blokád napján a Lánchídról állította elő a rendőrség, miközben fotókat készített a hídpillérre felmászó három fiatalemberről, mert véleményük szerint tevékenyen segítette akciójukat. A rendőrség garázdaság miatt indított eljárást ellene, mivel egy rendőr azt állította, hogy a híd budai hídfőjétől látta amint Tomcat a híd közepén felsegíti a blokádolókat a hídláncra, és utasításokat ad nekik telefonon. A bíróság felmentette Polgárt a vádak alól, míg a blogger feljelentést tett hamis tanúzásért az illető százados ellen. A Fővárosi Bíróság 2009 szeptember 28-án a BRFK-t ismételten 500 ezer forint nem vagyoni kártérítés megfizetésére és bocsánatkérésre kötelezte Tomcat előállítása miatt.
A 2007-es, az ultraortodox Chábád Lubavics zsidó vallási irányzat nyugati téri Hanuka-ünnepségét egy transzparenssel és egy légvédelmi szirénával zavarta meg. A transzparensen „Felvásároljuk Magyarországot!”, Simón Peresz izraeli államfő korábbi kijelentése volt olvasható. Őt és két társát, köztük a Magyar Gárda egyik tagját a rendőrség előállította, majd néhány órával később szabadon engedte. Polgár és társai az akcióval a vallási rendezvényen részt vevő politikusok (Steiner Pál és Lomnici Zoltán) beszédei ellen kívántak tüntetni, akik a „gyűlöletbeszéd” törvényi szabályozását ígérték. Álláspontja szerint egy tisztán vallási rendezvényt nem zavart volna meg – ilyet nem is tett máskor sem – de ezen beszédek miatt az politikai esemény volt.
2008. január 24-én a Bombagyár TV-vel együtt Fekete Pákóval készítettek interjút. A műsor alatt a néger énekes többször „Sieg Heil!”, „Kitartás!”, „Éljen a Nemzetvezető!” felkiáltásokat tett, illetve náci módra karlendítéssel tisztelgett. Beszámolt hazája, Nigéria gazdasági elmaradottságáról is, majd Tomcat közbevetésére megerősítette, hogy szerinte is a zsidók hibásak ezért. Másnap több sajtóorgánumnak azt állította, hogy kényszerítették a nyilatkozatokra és feljelentette Tomcatet. A riportok napvilágra kerülése után Tomcat beperelte Pákót jóhírnév megsértése miatt, amit meg is nyert. Pákónak félmillió forintot kellett fizetnie, amit azonban nem volt hajlandó teljesíteni. Fekete Pákót az eset után kitiltották a TV2 és az RTL Klub képernyőiről. Az eset után Tomcatet behívták az ATV Frizbi című beszélgetős műsorába is közösen Fekete Pákóval, ahonnan a nigériai énekes elfutott, majd rendőrökkel tért vissza, és azt állította, hogy itt is kényszeríteni akarták a műsorban való részvételre, bezárták őt a stúdióba. A többszörösen saját magával is ellentmondásba keveredő Pákó végül nem vállalta a riportot, és feljelentéssel fenyegette meg a stábot. Ezután az ATV is nemkívánatos személynek nyilvánította a fekete bőrű énekest. Fekete Pákó a Celeb vagyok, ments ki innen című műsor második szériájában tért vissza az RTL Klub képernyőjére, s azóta is rendszeresen szerepel a csatornánál.
Tomcat 2008. április 7-ére a Bombagyár blogon villámcsődületet hívott össze, miután egy XIII. kerületi, Hollán Ernő utcai koncertjegy-irodában nem szolgáltak ki egy nőt, aki a Hungarica nemzetirock-zenekar koncertjére próbált jegyet venni, s állítólag kidobták őt a boltból azzal, hogy fasiszta. Ennek kapcsán április 9-én Szanyi Tibor MSZP-és képviselő sajtótájékoztatót hívott össze, ahol „újnyilas és fasiszta” veszélyt emlegetett. Tomcat a sajtótájékoztatóra beszivárogva személyesen válaszolt az őt ért kritikákra, majd kemény hangon támadta a szocialista politikust.
Az általa szervezett 20-30 fős villámcsődületet, amelynek célja az volt, hogy az üzletben Hungarica koncertjegyeket vásároljanak, kb. 200 fős be nem jelentett ellentüntetés állta útját, amelynek tagjai főleg „antifasiszták” voltak, illetve rendőrök sorfala. A villámcsődület így nem érte el célját, amit a baloldali-liberális sajtó a „fasiszták” felett aratott hatalmas győzelemként könyvelt el; válaszképpen Polgár kezdeményezésére az ország valamennyi nemzeti radikális csoportja mozgósította táborát, és néhány nappal később több tízezres tömeg tért vissza a helyszínre. Az ellenoldalon is több ezren voltak, köztük megjelent például Gerhard Schröder volt német kancellár, Gyurcsány Ferenc akkori miniszterelnök és Mucsi Zoltán színész. A nemzeti radikálisok oldalán, a Jászai Mari téren felállított színpadon felszólalt egy zsidó származású holokauszttúlélő, aki tiltakozott a nemzeti radikálisok lenácizása ellen, és kijelentette, hogy szerinte azok olyanok mint a nácik, akik a túloldalon tüntetnek, s akik 2006 október 23-án a tömegbe lőttek. A tüntetések végül azzal értek véget, hogy Polgár Tamás szerkesztőtársával, Sipos Zoltánnal, illetve a Magyar Gárda akkori vezetőjével, Dósa Istvánnal bementek az üzletbe, vettek három koncertjegyet, majd mindkét tábor békésen feloszlott.[forrás?]
A nemzeti radikálisok ezután Polgár Tamás vezetésével újabb tüntetésbe kezdtek, ezúttal azért, mert megtudták, hogy az „antifasiszták” tüntetését a rendőrség annak ellenére nem tiltotta meg, hogy nem tartották be az akkor érvényben levő törvényi szabályozást, amely szerint a közterületi rendezvényeket legalább három nappal előbb be kell jelenteni a rendőrségnek. Ezért a város különböző pontjain tüntetésekbe kezdtek, amelyeket minden egyes esetben csupán öt perccel azelőtt jelentettek be motoros futár útján a BRFK Teve utcai központjában, hogy az megrendezésre került volna. A rendőrség eleinte tűrte, hogy a kb. 150-200 fős tüntető csoport először a Kossuth téren, a Szabadság téren, majd a Roosevelt téren is megjelenjen, ám miután átkeltek a Lánchídon, a Clark Ádám téren felszólítás nélkül, a tömeget gyűrűbe fogva – az elvonulást lehetetlenné téve – módszeresen nekiálltak megbilincselni és előállítani annak résztvevőit. A tömeges előállításnak Dr. Morvai Krisztina megjelenése vetett véget. 64 fő ellen így is eljárás indult, főleg jogszerű intézkedésnek való ellenszegülés és gyülekezési joggal visszaélés miatt. Az eljárásokat azonban két kivétellel mindenki ellen megszüntették, és a tüntetők valamennyien – így Tomcat is – 300-500 ezer forint közötti kártérítést nyertek a rendőrség ellen indított polgári perben. Az eset kapcsán az Alkotmánybíróság felülvizsgálta a gyülekezési törvényt, és beemelte abba a spontán tüntetés fogalmát, amelynek létjogosultságát egyébként az Európai Emberi Jogi Bíróság már korábban is elismerte, azonban a BRFK ezt az európai esetjogi döntést nem tartotta tiszteletben.[forrás?]
2008. május 1-4. között tartott I. Szögedi Magyar Majális rendezvényen Polgár nyolc-tízfős közönség előtt kijelentette, hogy „ott basztuk el 56-ban, hogy az ávósokkal együtt nem kötöttük fel a gyerekeiket is, mert tessék, ma ennek isszuk a levét. Ha újra akasztgatunk, nem szabad még egyszer elkövetni ezt a hibát”. Bár ezzel egyértelműen az SZDSZ politikusaira utalt – akik közül többen is magas rendfokozatú állambiztonsági tisztek gyermekei voltak – Polgár kijelentését a liberális média úgy tálalta, hogy gyermekgyilkosságra szólított fel.

### Tettlegességig fajuló internetes viták
2004 novemberében, a barátnőjét blogos chaten keresztül életveszélyesen fenyegető, zaklató, támadó személyekkel került konfliktusba, mely tettlegességig fajult. Az első találkozónak egy éjszakai járőr vetett véget, aki Tomcatnél igazoltatása közben megtalálta annak megtöltetlen gázpisztolyát. A blogger a rendőrségen elismerte, hogy nem volt nála a gázpisztoly viseléséhez szükséges engedélykártya, azonban annak töltetlen voltára hivatkozott, mivel ez a fegyver szabályos, engedélyezett szállítási módja. Később, egy másik alkalommal arra kényszerítette a Romo néven chatelő egyik zaklatót, hogy nyilvánosan, videóüzenetben kérjen bocsánatot megfélemlített barátnőjétől. Tomcat jelenlévő ismerőse, Loydi a videóban egyszer pofonvágta az interneten gyalázkodó fiatalembert, mely eset a későbbiekben többször felbukkant a médiában, Tomcatnek tulajdonítva a tettlegességet.
Ugyanebben az évben arról írt blogjában, hogy összefutott egy rendőrtiszt ismerősével, akivel tetten értek és "megrendszabályoztak néhány graffitis fiatalt, a tettlegességet sem mellőzve".
2006-ban Balás Márk, aki Trychydts néven írt blogot, azzal vádolta meg Polgárt, hogy elsikkasztott százezer forintot abból a pénzből, amit olvasói egy bűncselekmény nyomravezetőjének megtalálására dobtak össze. (Ez a személy egy Dávid-csillagot viselő fiatalember volt, aki a 2006. március 15-ei állami ünnepségen megütött egy 13 éves kislányt, amiért az édesapjával Gyurcsány Ferenc ellen tüntetett. Tomcat 50 ezer forint pénzjutalmat tűzött ki, ami rövidesen 360 ezer forintra emelkedett több más felajánlónak köszönhetően.) Tomcat a rágalmazó cikkre nem reagált, ezért Balás nyilvánosan szidalmazni, fasisztázni kezdte, illetve barátnőjét is sértegette.
Balás Márkot ezután állítása szerint 2006. december 29-én a lakása előtt megverte Tomcat és egy társa. A százezer forintról, illetve Tomcat magánéletéről szóló bejegyzéseit ezután eltávolította a blogjából, később azonban büntetőfeljelentést tett. Tomcat a történetet Balás kitalációjának nevezte. A nyomozás iratainak egy részét Tomcat közzétette a blogján, amelyekben Balás többször ellentmondásba keveredett. 2008. október 13-án a IX. kerületi Ügyészség bizonyítékok hiányában megszüntette az eljárást Tomcat és a szintén gyanúsított Blogin ellen (B.IX.300/2007/16-I sz. végzés).
Tomcat az eset kapcsán beperelte Balás Márkot és a Népszabadságot, amely Balás állításait mind a sikkasztásról, mind az állítólagos verésről tényként tette közzé. A per során Könnyű Károly, a megütött lány édesapja igazolta, hogy a pénzt, amelyet a nyomravezető a családnak ajánlott fel, hiánytalanul megkapta. Gaudi-Nagy Tamás tanúként alátámasztotta, hogy tévedésről volt szó, nem pedig rosszhiszemű eljárásról.

### A „kalasnyikovos séta”
2005 novemberében Polgár Tamás polgárőr barátját egy börtönből frissen szabadult bűnbanda megtámadta és brutálisan összeverte a Nyugati téri aluljáróban, ahol ekkor még nem működtek térfigyelő kamerák. Az eset kapcsán a blogger tüntetést szervezett az ORFK Teve utcai irodaháza előtt, ahol a főleg fiatalokból álló, mintegy 500 fős tömeg a közbiztonság javítását követelte, illetve tiltakozott az ellen, hogy a média a megtámadott polgárőrt „rasszistának” nevezte, és azt állította, hogy cigányellenes jelszavakat kiabálva támadott rá a mintegy 15 fős, erőszakos bűntettekért többször büntetett galerire. A tüntetés során átadott petícióra Gergényi Péter, Budapest rendőr-főkapitánya közleményt tett közzé, amelyben azt állította, Budapest utcái megfelelően biztonságosak, és a „látható rendőrség” program keretében a rendőrség kiemelten ügyel a legforgalmasabb helyek biztonságára.
A közleményre válaszként 2006 januárjában Tomcat egy Kalasnyikov-replikával, „Bűnelkövetés” feliratú láthatósági mellényben haladt végig Budapest belvárosán. Útja során elhaladt a Teve utcai ORFK-székház előtt is, valamint utazott metróval, ahol szintén nem keltett feltűnést az eredetivel kinézetre megegyező, de lövésre alkalmatlan gépkarabélya. A demonstrációt a Demokrata Videó Televízió munkatársai filmen is rögzítették.

### A 2006-os események és a Szabadság téri szovjet emlékmű
A Szabadság téri tévéostrom során dokumentálta az eseményeket. Ezt követően a rendőrség hatósági személy ellen felfegyverkezve, csoportosan elkövetett erőszak alapos gyanújával előállította. Állítása szerint többször is megalázóan bántak vele, szemtanúja volt, amint a Nagy Ignác utcai BV intézet udvarán többeket brutálisan összevertek. Tizenkét napig előzetes letartóztatásban volt. A rendőri indoklás szerint a Szabadság téri szovjet emlékmű megrongálása és az MTV épületének ostromában játszott vezető szerepe miatt vették őrizetbe. A hatósági személy elleni erőszak vádját 2007 nyarán bizonyíték hiányában ejtették, a szovjet emlékmű megrongálása miatt indult eljárást pedig 2008 őszén megszüntették[forrás?]. A Nemzeti Nyomozó Iroda valamennyi vádpontban vétlennek találta.
Tomcat később elismerte, hogy az emlékmű szétverésében valóban részt vett. 

### „A csepeli bombagyár”
2007. május 9-én a rendőrség rajtaütött egy csepeli panellakáson, és füstbomba készítésére alkalmas anyagokat, eszközöket és emberi maradványokat (kb. 30-40 ember csontjait) foglalt le. A lakásban tartózkodó két személyt és a rendőrség érkezésekor jelenlévő Tomcatet letartóztatták és közveszélyokozás előkészületének gyanújával őrizetbe vették. Tomcatet a bíróság döntése alapján előzetes letartóztatásba helyezték, és 64 napig fogva tartották. Ezt a bíróság részben arra hivatkozva rendelte el, hogy számos büntetőeljárás van ellene folyamatban, a másodfokú bíróság azonban – többszöri fellebbezés után – megállapította, hogy a rendőrség által felsorolt ügyek nem is szerepelnek a bűnügyi nyilvántartásban, és 2007 július 12-én elrendelte az előzetes letartóztatás megszüntetését. Tomcat vádjai szerint a rendőrség szándékosan meghamisította a bűnügyi nyilvántartást, illetve tanúk megfenyegetésével is próbálkozott, majd kártérítési igényt nyújtott be a rendőrség ellen jogtalan fogvatartás címén. A keresetet 2015-ben a Fővárosi Törvényszék csaknem minden tekintetben elutasította, ezért Polgár az Európai Emberi Jogi Bírósághoz fordult.[forrás?]
Noha a rendőrség közleményében azt állította, lakossági bejelentés nyomán mentek a lakásra, az ügy irataiból kiderül, hogy Polgár telefonját 2007 februárjától – szabályos bírósági engedéllyel, mely Tomcat szerint jogszerűtlen volt, hiszen nem létező büntetőügyre hivatkozva szereztek rá engedélyt – lehallgatták.
Molnár László, a rendőrség által kirendelt szakértő szerint a lakásban talált anyagok keveréke elsősorban füstgyertyák, füstbombák házi előállítására alkalmas, illetve azok keverésével magas hőfokon égő, nehezen oltható elegy hozható létre. Egy későbbi szakvéleményében a rendőrség utasítására azonban már robbanóanyagnak minősítette a fellelt anyagokat, a veszélyes anyagok közúti szállítmányozási rendjéről szóló ADR szabályzat alapján – ami jelen esetben teljesen szakszerűtlen volt. A lakásban lefoglalt stopinszálat pirotechnikai terméknek és egyben robbanóanyagot tartalmazó terméknek minősítette, amelynek beszerzése, birtoklása, felhasználása engedélyköteles tevékenység. A valóságban ezeket az anyagokat engedély nélkül be lehetett szerezni bármelyik tűzijáték-szaküzletben. A szakértő szerint az ott lefoglalt vegyi anyagokból előállítható keverék közveszély okozására alkalmas volt, bármikor begyulladhatott volna, veszélyeztetve mind a készítőket, mind a lakókörnyezetet. Ezt a szakértői nyilatkozatot azonban az eljárás során teljes mértékben megcáfolták az ügybe bevont más szakértők, végül maga Molnár is elismerte, hogy az megalapozatlan.[forrás?]
Tomcat a füstbombakészítést elismerte, de azt állította, hogy az alapanyagokat eredetileg hétköznapi célokra szerezte be. Az általa bevont szakértők szerint a helyszínen talált anyagok nem minősülnek robbanóanyagnak, a BRFK-közleményben szereplő fényképen pedig nem stopin szál, hanem gyújtószál látható. Az Index.hu internetes újság névtelen informátora szerint ezek az anyagok pirotechnikai szempontból elsősorban füstbomba előállítására alkalmasak, önmagukban nem veszélyesek, szakszerűtlenül kezelve viszont robbanást okozhatnak. Ezt azonban a Tomcat által az ügybe bevont mindhárom szakértő szakvéleményében cáfolta.[forrás?]
A gyanúsítást 2007 végén terrorcselekmény előkészületére és halmazatban robbanóanyaggal való visszaélésre változtatták. A Budapesti Rendőr Főkapitányság 2008. április 22-ei közleménye szerint a korábban lefoglalt e-mailek alapján megállapították, hogy Polgár a lakásában lefoglalt anyagokat a Magyar Szocialista Párt 2007. május 9-ei gyűlésén pánik okozására kívánta felhasználni. Ezt követően terrorcselekmény előkészülete miatt vádemelést javasoltak Polgár ellen. Az ügyészség végül közveszélyokozás előkészülete és robbanóanyaggal való visszaélés miatt emelt vádat.A "lefoglalt" e-mailek hitelességét a rendőrség nem tudta bizonyítani, azok a vádlott szerint közönséges hamisítványok voltak.[forrás?]
Az ügyben az első bírósági tárgyalás 2008. november 6-án volt. A tárgyalás anyaga teljes terjedelemben elérhető az Interneten. A harmadik tárgyaláson, 2009 március 16-án került sor a szakértők vitájára, amelyen mind a vád, mind a védelem által megidézett szakértők egyöntetűen azon a véleményen voltak, hogy a lefoglalt anyagok sem robbanásra, sem bármilyen romboló hatásra nem képesek. A Pesti Központi Kerületi Bíróság nem jogerős elsőfokú ítéletében 2009 május 4-én bűncselekmény hiányában felmentette a bloggert, csak pirotechnikai eszközzel kapcsolatos szabálysértés miatt bírságolták meg százezer forintra. A vádhatóság fellebbezett, így másodfokú tárgyalásra kerül sor. A másodfokon eljáró Fővárosi Törvényszék a felmentő ítéletet teljes egészében helybenhagyta.[forrás?]
A bulvársajtóban az eset csepeli bombagyárként híresült el, innen kapta a nevét később a közösségi blog, a Bombagyár, amely 2009 öszéig működött.

### A Petárdastop Kommandó
2007. december 31-én, szilveszter napján Polgár "Petárdastop Kommandót" szervezett az illegális árusok és használók ellen. Polgár Tamás állítása szerint ez egy médiahack volt. Húsz-harmincfős csoportot szervezett a Bombagyár blog olvasóiból, és találkozót beszélt meg velük a Nyugati téren december 31-én este azzal, hogy három-négyfős csoportokra fognak oszlani, és petárdázókra, illetve petárdaárusokra fognak vadászni, és azokat megverik. A rendőrség nagy erőkkel vonult ki, és szorosan követte ezeket a csoportokat. A megbeszéltek szerint azonban amint a tévéstábok távoztak, és a televízióban megjelentek a szenzációhajhász hírek a petárdázókra vadászó „szélsőségesekről”, Tomcat felfedte a rendőröknek, hogy igazából eszük ágában sincs senkit bántani, mindössze azt szerették volna, ha a veszélyes petárdák eltűnnének a városból, és ennek legjobb módszerének az tűnt, hogy ráijesztenek az árusokra és vásárlóikra. Ezután mindenki hazament, de Tomcat és néhány beavatott Bombagyár-olvasó másnap reggelig írogatott teljesen légből kapott bejelentéseket a Bombagyár blogoldalra, hogy most éppen hol, a főváros mely pontján kaptak el a „fiúk” egy-egy petárdaárust, és hogyan verték meg. Az akció olyannyira sikeres volt, hogy a "Petárdastop Kommandóktól" tartva éveken át visszaszorultak az illegális és veszélyes petárdák és az azokkal kapcsolatos balesetek.[forrás?]

### A lánchídi Hollán-emléktábla
2008-ban a Bombagyár blogoldalon felvetette, hogy Budapesten nincs egyetlen emlékműve sem az 1919-es kommunista puccs („Tanácsköztársaság”) áldozatainak, és a kommün 90. évfordulójára helyénvaló lenne legalább egy emléktábla felállítása. Javasolta, hogy az egykor a Lánchíd budai pillérkapuján elhelyezett kőtáblát állítsák helyre, amely két ott kivégzett államtitkárnak, id. és ifj. Hollán Sándornak állított emléket 1920-tól 1945-ig, amikor azonban a kommunisták leverték. A helyreállítás költségeit a Bombagyár blog olvasóközönségének gyűjtése finanszírozta, azonban a Fővárosi Önkormányzat és személyesen Demszky Gábor nem járultak hozzá. Ezért a csoport engedély nélkül, gerilla-jelleggel készítette el és helyezte ki a táblát, amelyet 2009 március 21-én ünnepélyesen felavattak és megkoszorúztak. A tábla történetéről és a helyreállítás viszontagságairól a Bombagyár TV keretében dokumentumfilmet készített. A táblát később a Bombagyár ellen rendszeresen szervezkedő szélsőséges liberálisok[forrás?] többször is festékkel mázolták össze, majd egy éjszaka kalapáccsal összetörték. 2011-ben azonban a Budavári Önkormányzat új táblát állított a helyére, a Bombagyártól függetlenül, amely ma is ott van.

## Tolvajkergetők
2011 szeptemberétől a kerékpárlopásokkal szembeni polgári öntevékeny csoportot szervezett. A csoport GPS-es és rádiós jeladóval ellátott csalibicikliket tett ki tolvajok által frekventált helyekre, majd pedig ellopásukat követően kísérletet tett a tolvaj és az orgazda azonosítására, lebuktatására. A csoport videófelvételeivel dokumentált módon 2015 elejéig mintegy ötven kerékpártolvajt, zsebtolvajt és betörőt buktatott le. 2013 januárjától több városban is alakultak Tolvajkergetők-csoportok, melyek közül a legsikeresebbek a debreceni, szegedi, győri, kecskeméti és a csepeli csoportok voltak, de Budapesten is két további csoport alakult a Tomcat vezette „Budapest 1.” csoporton kívül. A BRFK azonban a Tomcattel való ellentét miatt hivatalosan nem volt hajlandó támogatni a kezdeményezést, és az országos média is jórészt hallgatott a csoport sikereiről. Néhány baloldali sajtótermék olyan tartalmú cikkeket tett közzé, amelyekben az egyébként törvényesen működő csoportot „önbíráskodóknak” nevezte, és bűncselekménynek kiáltotta ki tevékenységüket.
2013-ban Polgár Tamás házi őrizetbe került, miután a Tolvajkergetők egyik epizódjában szereplő bűnelkövető azt állította, hogy lebuktatása után bántalmazták. A házi őrizet ideje alatt a csoport internetes hátterének kialakításán fáradozott, amelynek köszönhetően komoly támogatói hátteret sikerült kialakítani. A Tolvajkergetők hivatalos egyesületi bejegyzését a Fővárosi Törvényszék többszöri próbálkozás után is elutasította – Tomcat véleménye szerint politikai okokból – ezért egy felajánlást elfogadva a Svájci Fehér Juhászkutya Klub állatvédő egyesületbe léptek be, és azon belül alakítottak szakosztályt.
A Tolvajkergetők YouTube csatornájára több tízezren iratkoztak fel, Facebook-oldalát pedig 2014 nyarára már 185 ezren lájkolták. Ezzel az egyik legnépszerűbb magyar Facebook-oldal lett. A Facebook-oldal közönsége további több száz bűnesetet oldott meg pusztán azzal, hogy az oda feltöltött biztonsági kamerás felvételeken látható bűnelkövetőket felismerték, azokról pontos adatokat szolgáltattak. A csoport által „Ismerd fel a tolvajt!” népi játéknak elnevezett posztok elől gyakorlatilag nem volt menekvés, a több százból mindössze három alkalommal fordult elő, hogy nem sikerült az azonosítás, és mindössze egy alkalommal történt téves felismerés. (Ez egy kollégiumi lopás volt, ahol a besurranó tolvaj történetesen nagyon hasonlított egy ott lakó diákra.) A Tolvajkergetők működését ellenzők erre hivatkozva rendszeresen hangoztatták, hogy a csoport „ártatlanokat zaklat.”
2014-ben a csoport már nemcsak kerékpárok, hanem laptopok, telefonok és más értékes ingóságok követését is megoldotta. A „Loptop” névre keresztelt csalilaptoppal, és egy speciálisan kialakított Sony Xperia telefonnal több tucat zsebtolvajt buktattak le a budapesti Instant szórakozóhelyen, amelynek menedzsmentje anyagilag is támogatta a csoport működését. De időnként olyan „profilon kívüli” akciókat is végrehajtottak, mint például egy Győr környékéről eltűnt 14 éves kislány felkutatása, vagy állatvédő, állatmentő akciók. Két ízben segítettek illegális lakásfoglalók által birtokba vett otthonok visszaszerzésében is, melyek közül mindkettőt törvényes úton sikerült megoldaniuk; igaz, az egyik esetben a lakásfoglalók erőszakosan próbáltak fellépni a csoport ellen, és Polgár kénytelen volt gázpisztollyal megvédeni magát a rátámadó bűnöző ellen. Másfél év nyomozás után a rendőrség megállapította, hogy a cselekmény jogos védelem volt.
A Tolvajkergetők profilját a Facebook 2014 nyarán törölte. Ez a Tolvajkergetők álláspontja szerint titkosszolgálati beavatkozásnak köszönhető. Később újabb profillal a Tolvajkergetők ismét elérhetők lettek egy ideig a Facebookon, azonban ezek az oldalak újra és újra törlésre kerültek. A Tolvajkergetők ezért elhatározták, hogy saját rendszert fejlesztenek a rajongókkal való kapcsolattartásra és az általuk rögzített bűncselekmények, bűnelkövetők fotójának közzétételére. Ez a Rencer nevű rendszer elkészült ugyan, de beindítását megakadályozta egy újabb rendőrségi akció.
2015 áprilisában Polgár újfent előzetes letartóztatásba került, miután három társával verekedésbe keveredett egy súlyosan kábítószerfüggő, ön- és közveszélyes állapotú kerékpártolvajjal a rendőrség kihívása után. A verekedés során a Tolvajkergetők egyik fiatal tagja, illetve a tolvaj is nyolc napon túl gyógyuló sérüléseket szenvedtek. A rendőrségi gyanú szerint a Tolvajkergetők tagjai a sértettet előbb lefogták, majd bántalmazták.
Ezt a tényállást a sértett vallomása alapján állítottak fel, amit kábítószertől befolyásolt állapotban, a budapesti Szent János kórház pszichiátriai osztályán tett meg.[forrás?]
A Hír TV Riasztás című műsorának 2015. október 20-i adásában a már fél éve előzetes letartóztatásban levő Tomcat interjút adott. Az interjúban kifejti, hogy a feltételezett tettesre az egyik tolvajkergető megjegyzést tett, ami miatt az rájuk támadott. Ugyanakkor utal rá, hogy sejtése szerint a Hit Gyülekezetének is köze van az őt ért támadásokhoz, mivel az őt előzetesbe helyező bírósági határozat szinte szó szerint idézte a Hit Gyülekezete Hetek című lapjában megjelent rágalmazó cikksorozatban használt hívószavakat. A fogvatartás indokául a bíróság Tomcat „a kerékpártolvajok kézrekerítésébe vetett hitét” nevezte meg, ami szerintük „elhivatott, kitartó bűnelkövetési szándékra utal.” Az interjúból kiderül továbbá, hogy a Tolvajkergetőknek szervezeti hátteret biztosító egyesületet tagjai felszámolták. 
A Tolvajkergetők által később feltöltött videóban bemutatott iratokból és a videó narrációjából kiderül, hogy a sértetten kívül a sértett apja, valamint a három másik gyanúsított tolvajkergető is Polgárra terhelő vallomást tett, társait azonban az eljárási szabályokat megsértve hallgatták ki, előzetes megfélemlítés és a gyanúsítás tartalmáról való valótlan tájékoztatás és egész éjszaka tartó pszichikai nyomásgyakorlás után. A sértett és édesapja a későbbi szembesítések során pontosították vallomásukat: a sértett beismerte, hogy nem rugdosták össze, az apja pedig azt, hogy a verekedést a fia kezdeményezte.[forrás?] A bíróságon tanúként meghallgatták a sértett apját, aki azt állította, hogy Polgár fejbe rúgta fiát, a vádlottak védekezése pedig "mese". A rendőrségi szakaszban Polgárra tett kedvezőbb vallomását egyszer azzal magyarázta, hogy tartott a vádlottaktól, máskor pedig a tolvajkergetők iránt érzett sajnálatát emelte ki.
Tomcat és a Tolvajkergetők ügyének állásáról az MNO közölt cikket. Szintén itt olvasható Puzsér Róbert a témával kapcsolatos írása, amelyben a Tolvajkergetők létrejöttének okát a rendfenntartó erők elégtelen munkájának következményeként azonosítja, azonban kiemeli a csoport frusztrált, általa mélyprolinak nevezett rendpártiságát is.
A büntetőügy bírósági tárgyalása 2017-ben kezdődött, amelyen Tomcat nem vett részt, mivel állítása szerint a bíróság elfogult vele szemben. Emiatt a bíróság elfogatóparancsot adott ki ellene. Az eljárások miatt Polgár külföldre távozott.
Az ügyben 2018 szeptemberében hirdettek ítéletet elsőfokon, ahol valamennyi vádlottat bűnösnek találták, az elsőrendű vádlott Polgár Tamást 2 év letöltendő szabadságvesztésre, míg Teleki Sándor, Teleki Richárd Viktor és Bánsági Andor vádlottakat felfüggesztett szabadságvesztésre ítélték súlyos testi sértés és garázdaság bűntette miatt. Az önbíráskodás vádját a bíróság nem tartotta megalapozottnak. Az ítélet indoklásából kiderül, hogy a Tolvajkergetők önvédelemre hivatkoztak, ezt azonban a bíró nem fogadta el, mert verekedés előtt Polgár lámpájával a sértett irányába suhintó-ütő mozdulatot tett. Polgár azért kapott súlyosabb ítéletet társainál, mert ő okozta a legsúlyosabb sérüléseket a sértettnek azáltal, hogy acélbetétes bakanccsal fejberúgta, ő irányította a helyszínen levő Tolvajkergetőket, nem jelent meg egyetlen tárgyaláson sem, ezzel szemben az eljárás során magát rendőrnek kiadva kísérelt meg adatokat gyűjteni a sértettről, valamint a rendőrségi kihallgatások során, a bíróságnak írt levelekben és nyilvános videóüzeneteiben is többször ellentmondásba keveredett önmagával. A vádlottak közül hárman – köztük Tomcat – fellebbeztek. A Fővárosi Ítélőtábla 2019. április 4-én az elsőfokú ítéletet megváltoztatta, és Tomcat büntetését 1 év 6 hónap, 4 évre felfüggesztett börtönbüntetésre mérsékelte, ami jogerőre emelkedett.
2015 végén a Pest Megyei Rendőr-főkapitányság belső vizsgálata megállapította, hogy a kábítószeres fiatalember megtalálása után a Tolvajkergetők azonnal értesítették a rendőrséget, és segítséget kértek, azonban az ügyeletet ellátó rendőr tévedésből Nagykovácsiba irányította a járőrt, majd megérkezése előtt visszafordította, és így cserbenhagyta a Tolvajkergetőket a veszélyes helyzetben. Ezt csak akkor tette meg, amikor Tomcat másodszor is felhívta, és sürgős segítséget kért a verekedés miatt, mentőt is kérve a helyszínre. Kiss Dániel rendőr főtörzsőrmester ellen szolgálati kötelességszegés vétsége miatt vádat emeltek és, 2016 novemberében jogerősen elítélték. Tomcat feltételezése szerint a rendőrök azért viselkedtek velük páratlanul aljas módon, és próbálták őket súlyos bűncselekmény vádjába keverni, hogy kollégájuk mulasztását eltussolják.
Tomcat a tárgyalásokon a kezdetektől fogva nem vett részt, ami miatt először országos, majd európai és nemzetközi elfogatóparancsot bocsátottak ki ellene. 2018 elején a Budapest Környéki Törvényszék olyan értesüléshez jutott, hogy Polgár 2016 végén Kanadába távozott, és Torontóban tartózkodik, amit az Interpol megerősített. Az elsőfokú ítélet kihirdetése után ezért a bíróság kiadatási kérelemmel fordult a kanadai kormányhoz. Ezt azonban a kanadai fél elutasította, mivel Tomcat időközben menedékjogért folyamodott a magyar bíróság nyílt elfogultságára és a büntetőeljárás törvénytelenségére hivatkozva. A YouTube-on, vlogjában is felmutatott irat szerint menedékkérelmét Kanada befogadta, miután a büntetőeljárás irataival bizonyította, hogy a magyar bíróság részéről olyan súlyos visszaélések történtek, amelyek összeegyeztethetetlenek a tisztességes eljárás nemzetközileg elismert szabályaival. Tomcat véleménye szerint azért került sor másodfokon a büntetés enyhítésére, mert miután az elsőfokú ítéletet országos főhírként tálalták, politikailag kellemetlen lett volna megmagyarázni, miért nem tudják azt végrehajtani. Bár a hírt, hogy Kanadában él menedékjoggal, több százezer néző előtt jelentette be a Tolvajkergetők YouTube-csatornáján, ennek ellenére az MTV Kékfény és Híradó című műsoraiban később azt állították, hogy Dél-Amerikában bujkál.

## Kanadában
Polgár Tamás legalább 2022-ig Montréalban élt, és szoftvermérnökként dolgozott, illetve regényeket írt magyar és angol nyelven. Az online közszerepléssel továbbra sem hagyott fel, rendszertelenül publikált, Tomketisztán nagykövetsége című vlogjában mesél a kanadai életről. Személyes YouTube-csatornáját 2019 nyarán teljes egészében letiltotta a YouTube. A Tolvajkergetők csatornája továbbra is elérhető, de azon nem jelenik már meg újabb tartalom. Az Aranysas és Regiment magazinokban továbbra is rendszeresen publikál, 2020 novembere óta már mint a lap főmunkatársa.
2020-ban új YouTube csatornát indított "Nem a Tolvajkergetők" néven, ám a videói nagy részét a cenzúra miatt az eredetileg a Bitchute, 2020 novemberétől az Odysee videómegosztón a "Tomketisztán nagykövetsége" című csatornájára tölti fel amit az új YouTube profilján is hirdet. Ebben a vlogban eredetileg saját történetét kezdte elmesélni, de 2020-ban világpolitikai eseményeket kezdett rendszeresen elemezni. Elmondása szerint 2021-ben új vlogcsatornákat kíván indítani, amelyek a „YouTube közösségi irányelveivel (politikai cenzúrájával) is összeegyeztethetők”.
2022 július végén a YouTube csatornáján örökre elbúcsúzott a nézőitől a következő üzenettel: "Kedves nézőkék! Sajnálattal közlöm Veletek, hogy a videókészítést, és általában a nyilvános alkotást örökre befejezem. Nehéz szívvel hoztam meg ezt a döntést, hiszen 2004 óta, amikor Tomcat Polóblogja elindult, mindig jelen voltam az internetes térben. Túlzás nélkül kijelenthetem, hogy a legrégebben tevékenykedő magyar influencer vagyok, azaz voltam. Életem legnehezebb szakaszaiban rengeteg támogatást kaptam Tőletek, akik sokan végigkövettétek minden netes projektem, a Droidzónától a Bombagyáron át a Tolvajkergetőkig, és most kanadai vlogjaim is nagy örömmel fogadtátok. Ám most úgy érzem, tényleg nem tudom folytatni. Lehúzom a rolót, és elbúcsúzom. Ne lássatok ebbe semmilyen drámai fordulatot. Nem fenyegettek meg, nem kerestek meg innen meg onnan, semmilyen kormánytól, hatóságtól vagy bűnszervezet részéről. A döntésemnek magánéleti oka van, amiről nem szeretnék beszélni. Nem tudok többé örömmel, könnyű szívvel alkotni, dolgozni. Csak erőlködés lenne és önkínzás. Nem olyan, mint régen. Az utolsó videóm az atlanti-óceáni túra lesz, amelyet megpróbálok még azzal a lelkesedéssel megvágni, amellyel a felvételeket készítettem. Mindenkinek köszönöm, aki velem zötykölődött életem tizenöt viharos esztendején keresztül, őrültségeken, vidám pillanatokon, feszültségen, drámán és kalandokon át!"
A Google személyiségi jogokra hivatkozva eltávolított eredményeket a rá vonatkozó keresési találatok közül, feltehetően saját kérésére, a nyilvános szerepléstől való visszavonulásával összefüggésben.

## Televíziós szereplései
- 2005. február 27.: Szerepel a Friderikusz Sándor által vezetett A szólás szabadsága című tévéműsorban az internetre kikerült cigányirtós amigás játékkal kapcsolatban
- 2005. május 13.: Az érettségi-botrány kapcsán kérdezték (az oktatási reform kritikusaként tételparódiákat tett közzé az interneten[139][140]).
- 2006. február 13.: Miután polgárőr barátját cigány elkövetők brutálisan összeverték a Nyugati aluljáróban, és a rendőrség a Teve utcai ORFK székház elé szervezett tüntetés kérdéseire érdemben nem reagált, csak annyit, hogy Budapest kellően biztonságos, Tomcat a hatóság tehetetlenségét demonstrálta: rövidfilmjében egy ál-Kalasnyikovval járkált másfél óráig Budapest nappali utcáin.[141]
- 2006. július 6.: A szélsőséges politikai nézeteket képviselő számítógépes játékok ügyében szólalt meg kívülállóként.[142]
- 2006. november 11.: Az MTV ostromáról fejtette ki véleményét.[143]
- 2007. február 15.: Egy Kalasnyikov replikával túszejtést imitált a TV2 stúdiójában, melynek során Havas Henriket ejtette túszul.[144]
- 2008.: Fekete Pákó elmenekült Tomcat elől, amikor az ATV Esti Frizbi című műsorában megpróbálták őket egy asztalhoz ültetni. Pákó végül a rendőröket hívta ki azt állítva, hogy bezárták a stúdióba és kényszeríthették. A felvétel az incidens miatt leállt.
- 2015. oktober 20.: A HírTV Riasztás című műsorában készítettek vele interjút előzetes letartóztatása közben.

## Könyvei
- Polgár Tamás:  FREAX: Volume 1. CSW-Verlag 2005. ISBN 3-9810494-0-3
- Polgár Tamás, Vígh Dávid: FREAX Art Album. CSW-Verlag 2006, ISBN 3-9810494-0-3
- Polgár Tamás: Droidzóna (gyűjteményes kötet, 2005). Az előszót Tóta W. Árpád írta
- Polgár Tamás: Emberi tényező (techno-thriller regény, 2018). ISBN 9781387940257